# Passiflora herbertiana
Passiflora herbertiana là một loài thực vật có hoa trong họ Lạc tiên. Loài này được (Ker Gawl.) Van Houtte mô tả khoa học đầu tiên năm 1867.